# Schöneberg (Uckermark)
Pour les articles homonymes, voir Schöneberg.
Schöneberg est une commune allemande du Brandebourg appartenant à l'arrondissement d'Uckermark. Sa population était de 852 habitants au 31 décembre 2010.

## Géographie
Cette commune rurale se trouve à dix kilomètres à l'est de Schwedt et à dix kilomètres d'Angermünde, au sud-est de l'Uckermark. Une partie de la commune se trouve dans le parc naturel de la vallée de la Basse-Oder à la frontière polonaise.

## Municipalité
Outre le village de Schöneberg, la commune comprend les villages et localités suivants: Felchow, Flemsdorf, Alt-Galow, Neu-Galow, Johannishof, et Stützkow.

## Culture et tourisme
- Felchow: église du XIIIe siècle avec un retable du XVIe siècle
- Manoir de Felchow

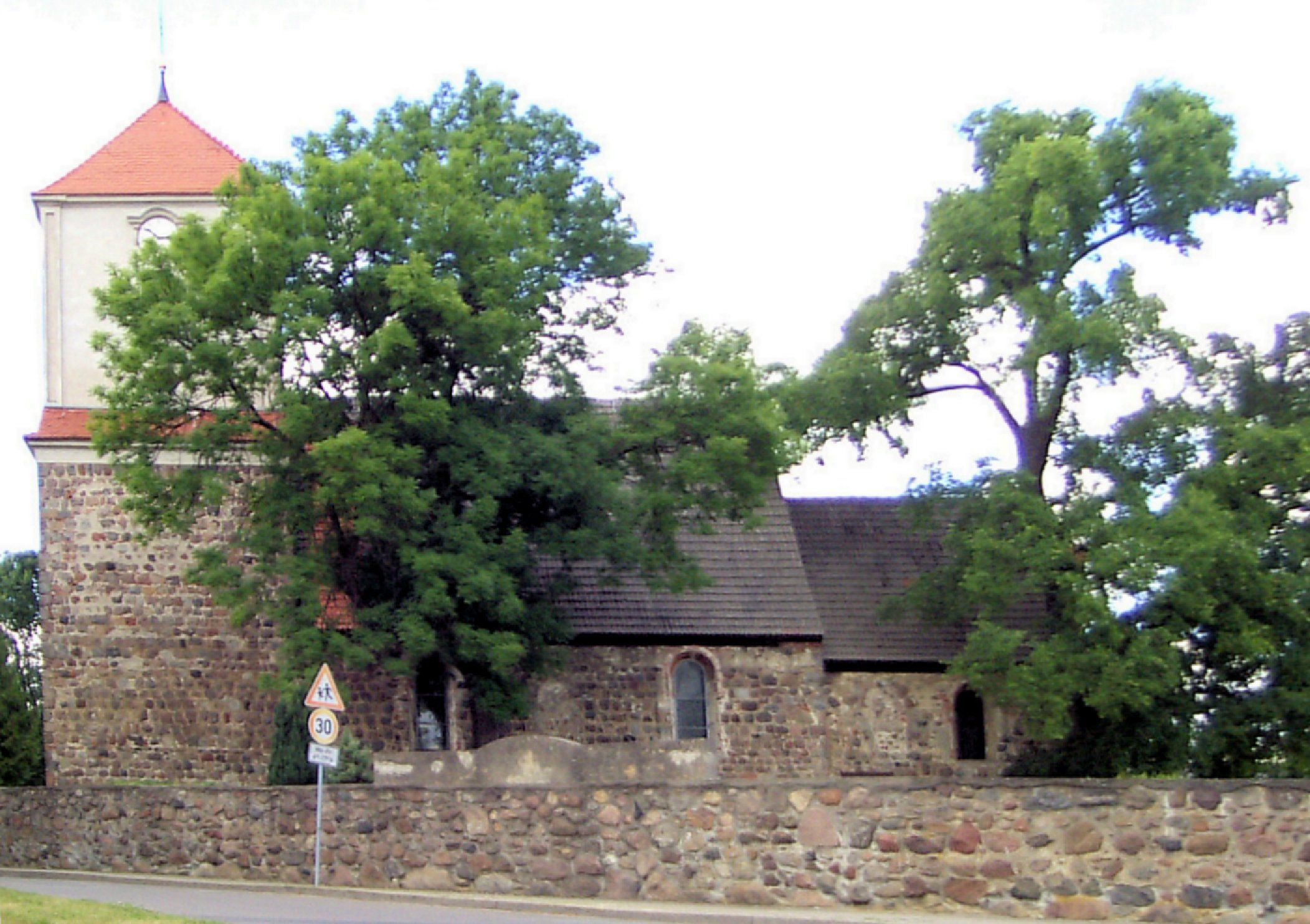
Vue de l'église luthérienne-évangélique de Felchow (XIIIe siècle)

- Flemsdorf: église et anciennes écuries du manoir disparu
- Schöneberg: église

## Personnalités liées
- İdil Üner (1971-), actrice, chanteuse, scénariste et réalisatrice germano-turque.